# 应力强度因子

裂纹尖端的极坐标

应力强度因子（Stress Intensity Factors），符号为K，是表征弹性材料的裂纹尖端应力、应变状态控制失稳扩展的参量，是断裂力学、破壞力学中极其重要的一个参量。在断裂力学中，应力强度因子用于预测由远程载荷或残余应力引起的裂纹或凹口尖端附近的应力强度，是一个应用于均匀、线弹性材料的理论，对脆性材料的破坏非常适用，也可应用于在裂纹尖端表现出小尺度屈服的材料。
K的大小取决于试样的几何形状、裂纹或凹口的大小和位置，以及材料上载荷的大小和分布。可以写成：
{\displaystyle K=\sigma {\sqrt {\pi a}}\,f(a/W)}
其中{\displaystyle f(a/W)}是试样几何依赖函数，a为长度，W宽度，σ是施加的压力。
弹性力学理论预测，在极坐标（{\displaystyle r,\theta }）中，裂纹尖端附近的应力分布（{\displaystyle \sigma _{ij}}）具有以下形式：
{\displaystyle \sigma _{ij}(r,\theta )={\frac {K}{\sqrt {2\pi r}}}\,f_{ij}(\theta )+\,\,{\rm {higher\,order\,terms}}}
其中K是应力强度因子（单位为应力×长度1/2），{\displaystyle f_{ij}}是一个随载荷和几何形状变化的无量纲量。理论上，当r趋近于0时，应力{\displaystyle \sigma _{ij}}趋近于{\displaystyle \infty }，导致应力奇异性。然而，实际上，这种关系在靠近裂尖处（r很小时）会失效，因为塑性通常发生在超过材料屈服强度的应力下，此时的线弹性解则不再适用。但如果裂尖的塑性区域相对裂纹长度很小，那么裂尖附近的渐近应力分布则仍然适用。

## 各种模式的应力强度因子

三种模式的裂纹荷载

1957年，George Rankine Irwin发现，裂纹周围的应力可以用一个称为应力强度因子的比例因子来表达。他发现，裂纹在任意荷载下可以分解为三种线性独立的裂纹模式。这些荷载类型被归类为I型、II型或III型，如图所示。I型是一种拉伸模式，裂纹表面直接分开。II型是一种滑动（平面剪切）模式，裂纹表面相互滑动，方向与裂纹前沿垂直。III型是一种撕裂（反平面剪切）模式，裂纹表面相对移动，并且与裂纹前沿平行。I型是工程设计中最常见的加载类型。
对应于三种不同的断裂模式，有三个不同的物理量：{\displaystyle K_{I}}、{\displaystyle K_{II}}、{\displaystyle K_{III}}，不同的下标用于指定三种不同模式的应力强度因子，这些因子的形式定义如下：
{\displaystyle {\begin{aligned}K_{\rm {I}}&=\lim _{r\rightarrow 0}{\sqrt {2\pi r}}\,\sigma _{yy}(r,0)\\K_{\rm {II}}&=\lim _{r\rightarrow 0}{\sqrt {2\pi r}}\,\sigma _{yx}(r,0)\\K_{\rm {III}}&=\lim _{r\rightarrow 0}{\sqrt {2\pi r}}\,\sigma _{yz}(r,0)\,.\end{aligned}}}

## 能量释放速率与J积分
在平面应力条件下，裂纹在纯I型或纯II型荷载下的应变能释放速率（{\displaystyle G}）与应力强度因子相关：
{\displaystyle G_{\rm {I}}=K_{\rm {I}}^{2}\left({\frac {1}{E}}\right)}
{\displaystyle G_{\rm {II}}=K_{\rm {II}}^{2}\left({\frac {1}{E}}\right)}
其中{\displaystyle E}是杨氏模量，{\displaystyle \nu }是材料泊松比。假设材料各向同性、分布均匀且为线弹性，则认为裂纹会沿着初始裂纹的方向延伸。
对于平面应变条件，等效关系为：
{\displaystyle G_{\rm {I}}=K_{\rm {I}}^{2}\left({\frac {1-\nu ^{2}}{E}}\right)\,}
{\displaystyle G_{\rm {II}}=K_{\rm {II}}^{2}\left({\frac {1-\nu ^{2}}{E}}\right)\,.}
对于纯III型荷载为：
{\displaystyle G_{\rm {III}}=K_{\rm {III}}^{2}\left({\frac {1}{2\mu }}\right)=K_{\rm {III}}^{2}\left({\frac {1+\nu }{E}}\right)}
其中{\displaystyle \mu }是剪切模量。对于平面应变中的一般荷载，则成立以下线性组合：
{\displaystyle G=J=\int _{\Gamma }\left(W~dx_{2}-\mathbf {t} \cdot {\cfrac {\partial \mathbf {u} }{\partial x_{1}}}~ds\right)\,.}
与应力强度因子相对应的表征弹塑性材料的裂纹尖端应力应变场的参量是断裂韧性J积分，J积分也按照断裂模式分为{\displaystyle J_{I}}、{\displaystyle J_{II}}、{\displaystyle J_{III}}。

## 临界应力强度因子
应力强度因子{\displaystyle K}是一个放大应力幅值的参数，其中包括几何参数{\displaystyle Y}（荷载类型）。任何模式情况下的应力强度与材料上的加载成正比。如果在材料中制作一个非常尖锐的裂纹或V型缺口，可以经验性地确定{\displaystyle K_{\mathrm {I} }}的最小值，这是裂纹传播所需的临界应力强度值。在平面应变中确定的I型加载的临界断裂韧性（{\displaystyle K_{\mathrm {Ic} }}），称为材料的临界断裂韧性。{\displaystyle K_{\mathrm {Ic} }}的单位是应力乘以距离的平方根（例如MN/m3/2）。{\displaystyle K_{\mathrm {Ic} }}的单位表明，必须在一定的临界距离内达到材料的断裂应力，才能达到{\displaystyle K_{\mathrm {Ic} }}，使裂纹扩展。I型临界应力强度因子{\displaystyle K_{\mathrm {Ic} }}是断裂力学中最常用的工程设计参数，对桥梁、建筑、飞机甚至钟铃的耐断材料设计十分重要。

### G-准则
G准则是一种断裂准则，它将临界应力强度因子（或断裂韧性）与三种模式的应力强度因子相关联。这个失效准则可以表述为：
{\displaystyle K_{\rm {c}}^{2}=K_{\rm {I}}^{2}+K_{\rm {II}}^{2}+{\frac {E'}{2\mu }}\,K_{\rm {III}}^{2}}
其中，是断裂韧性，{\displaystyle E'=E/(1-\nu ^{2})}用于平面应变，{\displaystyle E'=E}用于平面应力。平面应力的临界应力强度因子通常被写成{\displaystyle K_{\rm {c}}}。

## 例子

在I型加载下的无限大平板中的裂纹

### 无限平面：均匀单轴应力

无限域内受单轴张力作用的硬币形裂纹

假设长度为{\displaystyle 2a}的直裂纹，在一个具有均匀应力场{\displaystyle \sigma }的无限平面中，其应力强度因子：
{\displaystyle K_{\mathrm {I} }=\sigma {\sqrt {\pi a}}}

### 无限域：硬币形裂纹

有限平面在I型加载下的裂缝

在无限域内一个半径为{\displaystyle a}的小裂缝尖端在单张应力σ下的应力强度因子：
{\displaystyle K_{\rm {I}}={\frac {2}{\pi }}\sigma {\sqrt {\pi a}}\,.}

### 有限平面：均匀单轴应力

单轴应力下有限平面中的边缘裂纹

如果裂缝位于宽度为{\displaystyle 2b}、高度为{\displaystyle 2h}的有限平面的中心位置，则应力强度因子的近似关系为：
{\displaystyle K_{\rm {I}}=\sigma {\sqrt {\pi a}}\left[{\cfrac {1-{\frac {a}{2b}}+0.326\left({\frac {a}{b}}\right)^{2}}{\sqrt {1-{\frac {a}{b}}}}}\right]\,.}
如果裂纹不位于宽度的中心位置，即{\displaystyle d\neq b}，则位置A处的应力强度因子可以通过级数展开来近似得到：
{\displaystyle K_{\rm {IA}}=\sigma {\sqrt {\pi a}}\left[1+\sum _{n=2}^{M}C_{n}\left({\frac {a}{b}}\right)^{n}\right]}
从应力强度曲线的拟合中可以基于不同{\displaystyle d}值，得到因子{\displaystyle C_{n}}。裂纹B点可以得到一个类似（但不完全相同）的表达式。在A点和B点的应力强度因子的替代表达式是：
{\displaystyle K_{\rm {IA}}=\sigma {\sqrt {\pi a}}\,\Phi _{A}\,\,,K_{\rm {IB}}=\sigma {\sqrt {\pi a}}\,\Phi _{B}}
其中
{\displaystyle {\begin{aligned}\Phi _{A}&:=\left[\beta +\left({\frac {1-\beta }{4}}\right)\left(1+{\frac {1}{4{\sqrt {\sec \alpha _{A}}}}}\right)^{2}\right]{\sqrt {\sec \alpha _{A}}}\\\Phi _{B}&:=1+\left[{\frac {{\sqrt {\sec \alpha _{AB}}}-1}{1+0.21\sin \left\{8\,\tan ^{-1}\left[\left({\frac {\alpha _{A}-\alpha _{B}}{\alpha _{A}+\alpha _{B}}}\right)^{0.9}\right]\right\}}}\right]\end{aligned}}}
其中
{\displaystyle \beta :=\sin \left({\frac {\pi \alpha _{B}}{\alpha _{A}+\alpha _{B}}}\right)~,~~\alpha _{A}:={\frac {\pi a}{2d}}~,~~\alpha _{B}:={\frac {\pi a}{4b-2d}}~;~~\alpha _{AB}:={\frac {4}{7}}\,\alpha _{A}+{\frac {3}{7}}\,\alpha _{B}\,.}
在上述表达试中，{\displaystyle d}是从裂纹中心到距离点A最近边界的距离。但是当{\displaystyle d=b}时，上述表达式不会简化为关于中心裂纹的近似表达式。

### 有限平面：边缘裂纹

双轴加载平面中的倾斜裂缝。

对于一个尺寸为{\displaystyle 2h\times b}2的平面，包含长度{\displaystyle a}的无约束边缘裂纹，如果板的尺寸满足{\displaystyle h/b\geq 0.5}和{\displaystyle a/b\leq 0.6}，则在单轴应力{\displaystyle \sigma }下，裂纹尖端的应力强度因子为：
{\displaystyle K_{\rm {I}}=\sigma {\sqrt {\pi a}}\left[1.122-0.231\left({\frac {a}{b}}\right)+10.55\left({\frac {a}{b}}\right)^{2}-21.71\left({\frac {a}{b}}\right)^{3}+30.382\left({\frac {a}{b}}\right)^{4}\right]\,.}
对于{\displaystyle h/b\geq 1}和 {\displaystyle a/b\geq 0.3}的情况，应力强度因子可近似得：
{\displaystyle K_{\rm {I}}=\sigma {\sqrt {\pi a}}\left[{\frac {1+3{\frac {a}{b}}}{2{\sqrt {\pi {\frac {a}{b}}}}\left(1-{\frac {a}{b}}\right)^{3/2}}}\right]\,.}

### 无限平面：双轴应力场中的倾斜裂纹

在局部作用力和下的平面裂纹

对于一个长度为{\displaystyle 2a}的倾斜裂纹，在双轴向应力场中，应力在{\displaystyle y}方向为{\displaystyle \sigma }，在{\displaystyle x}方向为{\displaystyle \alpha \sigma }，应力强度因子为：
{\displaystyle {\begin{aligned}K_{\rm {I}}&=\sigma {\sqrt {\pi a}}\left(\cos ^{2}\beta +\alpha \sin ^{2}\beta \right)\\K_{\rm {II}}&=\sigma {\sqrt {\pi a}}\left(1-\alpha \right)\sin \beta \cos \beta \end{aligned}}}
其中{\displaystyle \beta }是裂缝与{\displaystyle x}轴所成的角度

### 平面内定点应力的裂缝

平面裂纹荷载

一个尺寸为{\displaystyle 2h\times 2b}的平面，含有长度为{\displaystyle 2a}的裂缝。在板的点（{\displaystyle x,y}）处施加具有分量{\displaystyle F_{x}}和{\displaystyle F_{y}}的力。
在平面比裂纹尺寸大，且力的位置相对靠近裂纹的情况下，即{\displaystyle h\gg a}，{\displaystyle b\gg a}，{\displaystyle x\ll b}，{\displaystyle y\ll h}，可将平面视为无限大，这种情况下，裂纹尖端B（{\displaystyle x=a}）处的{\displaystyle F_{x}}的应力强度因子为：
{\displaystyle {\begin{aligned}K_{\rm {I}}&={\frac {F_{x}}{2{\sqrt {\pi a}}}}\left({\frac {\kappa -1}{\kappa +1}}\right)\left[G_{1}+{\frac {1}{\kappa -1}}H_{1}\right]\\K_{\rm {II}}&={\frac {F_{x}}{2{\sqrt {\pi a}}}}\left[G_{2}+{\frac {1}{\kappa +1}}H_{2}\right]\end{aligned}}}
其中
{\displaystyle {\begin{aligned}G_{1}&=1-{\text{Re}}\left[{\frac {a+z}{\sqrt {z^{2}-a^{2}}}}\right]\,,\,\,G_{2}=-{\text{Im}}\left[{\frac {a+z}{\sqrt {z^{2}-a^{2}}}}\right]\\H_{1}&={\text{Re}}\left[{\frac {a({\bar {z}}-z)}{({\bar {z}}-a){\sqrt {{\bar {z}}^{2}-a^{2}}}}}\right]\,,\,\,H_{2}=-{\text{Im}}\left[{\frac {a({\bar {z}}-z)}{({\bar {z}}-a){\sqrt {{\bar {z}}^{2}-a^{2}}}}}\right]\end{aligned}}}
{\displaystyle z=x+iy}，{\displaystyle {\bar {z}}=x-iy}，{\displaystyle \kappa =3-4\nu }用于平面应变，{\displaystyle \kappa =(3-\nu )/(1+\nu )}用于平面应力，其中{\displaystyle \nu }是泊松比。
在B端点{\displaystyle F_{y}}的应力强度因子为：
{\displaystyle {\begin{aligned}K_{\rm {I}}&={\frac {F_{y}}{2{\sqrt {\pi a}}}}\left[G_{2}-{\frac {1}{\kappa +1}}H_{2}\right]\\K_{\rm {II}}&=-{\frac {F_{y}}{2{\sqrt {\pi a}}}}\left({\frac {\kappa -1}{\kappa +1}}\right)\left[G_{1}-{\frac {1}{\kappa -1}}H_{1}\right]\,.\end{aligned}}}
点A（{\displaystyle x=-a}）处的应力强度因子可根据上述关系确定。对于在位置{\displaystyle (x,y)} 处施加{\displaystyle F_{x}}荷载的应力强度因子为：
{\displaystyle K_{\rm {I}}(-a;x,y)=-K_{\rm {I}}(a;-x,y)\,,\,\,K_{\rm {II}}(-a;x,y)=K_{\rm {II}}(a;-x,y)\,.}
{\displaystyle F_{y}}的应力强度因子相似：
{\displaystyle K_{\rm {I}}(-a;x,y)=K_{\rm {I}}(a;-x,y)\,,\,\,K_{\rm {II}}(-a;x,y)=-K_{\rm {II}}(a;-x,y)\,.}

### 平面裂纹荷载
如果裂纹受到位于{\displaystyle y=0}且{\displaystyle -a<x<a}的点作用力{\displaystyle F_{y}}加载，B处的应力强度因子为：
{\displaystyle K_{\rm {I}}={\frac {F_{y}}{2{\sqrt {\pi a}}}}{\sqrt {\frac {a+x}{a-x}}}\,,\,\,K_{\rm {II}}=-{\frac {F_{x}}{2{\sqrt {\pi a}}}}\left({\frac {\kappa -1}{\kappa +1}}\right)\,.}
如果力在{\displaystyle -a<x<a}之间均匀分布，则B点的应力强度因子为：
{\displaystyle K_{\rm {I}}={\frac {1}{2{\sqrt {\pi a}}}}\int _{-a}^{a}F_{y}(x)\,{\sqrt {\frac {a+x}{a-x}}}\,{\rm {d}}x\,,\,\,K_{\rm {II}}=-{\frac {1}{2{\sqrt {\pi a}}}}\left({\frac {\kappa -1}{\kappa +1}}\right)\int _{-a}^{a}F_{y}(x)\,{\rm {d}}x,\,.}

### 无限平面：平行裂缝堆叠[12]
如果裂纹间距远远大于裂纹长度（{\displaystyle h\gg a}），可忽略邻近裂纹之间的相互作用，应力强度因子等于长度为2a的单一裂纹的应力强度因子，裂纹尖端的应力强度因子为：
{\displaystyle {\begin{aligned}K_{\rm {I}}&=\sigma {\sqrt {\pi a}}\end{aligned}}}
如果裂纹长度远大于间距（{\displaystyle a\gg h}），则裂纹可以被视为半无限裂纹的堆叠，裂纹尖端应力强度因子为：

用于断裂韧性测试的紧凑拉伸样品

{\displaystyle {\begin{aligned}K_{\rm {I}}&=\sigma {\sqrt {h}}\end{aligned}}}

### 紧凑拉伸试样

用于断裂韧性测试的单边缺口弯曲试样（也称为三点弯曲试样）

### 紧凑拉伸试样[13]
紧凑拉伸试样裂纹尖端的应力强度因子为：
{\displaystyle {\begin{aligned}K_{\rm {I}}&={\frac {P}{B}}{\sqrt {\frac {\pi }{W}}}\left[16.7\left({\frac {a}{W}}\right)^{1/2}-104.7\left({\frac {a}{W}}\right)^{3/2}+369.9\left({\frac {a}{W}}\right)^{5/2}\right.\\&\qquad \left.-573.8\left({\frac {a}{W}}\right)^{7/2}+360.5\left({\frac {a}{W}}\right)^{9/2}\right]\end{aligned}}}
其中{\displaystyle P}是施加的载荷，{\displaystyle B}是试样厚度，{\displaystyle a}是裂纹长度，{\displaystyle W}是试样的宽度。

### 單邊缺口彎曲试样
单边缺口弯曲试样裂纹尖端的应力强度因子为：
{\displaystyle {\begin{aligned}K_{\rm {I}}&={\frac {4P}{B}}{\sqrt {\frac {\pi }{W}}}\left[1.6\left({\frac {a}{W}}\right)^{1/2}-2.6\left({\frac {a}{W}}\right)^{3/2}+12.3\left({\frac {a}{W}}\right)^{5/2}\right.\\&\qquad \left.-21.2\left({\frac {a}{W}}\right)^{7/2}+21.8\left({\frac {a}{W}}\right)^{9/2}\right]\end{aligned}}}
其中{\displaystyle P}是施加的载荷，{\displaystyle B}是试样厚度，{\displaystyle a}是裂纹长度，{\displaystyle W}是试样的宽度。

## 相关
- 断裂力学
- 断裂韧性
- 能量释放率（Strain energy release rate）
- J-积分（J-integral）
- 材料失效理论（Material failure theory）
- 帕里斯法则